# 奧瓦斯科 (印第安納州)
奧瓦斯科（英語：Owasco）是位於美國印第安納州卡洛爾縣的一個非建制地區。該地的面積和人口皆未知。

## 地理
奧瓦斯科的座標為40°27′39″N 86°37′41″W / 40.46083°N 86.62806°W，而該地的平均海拔高度為214米（即702英尺）。